# Apanteles parkeri
Apanteles parkeri är en stekelart som beskrevs av Muesebeck 1954. Apanteles parkeri ingår i släktet Apanteles och familjen bracksteklar. Inga underarter finns listade i Catalogue of Life.